# Ukrán Haditengerészeti Légierő

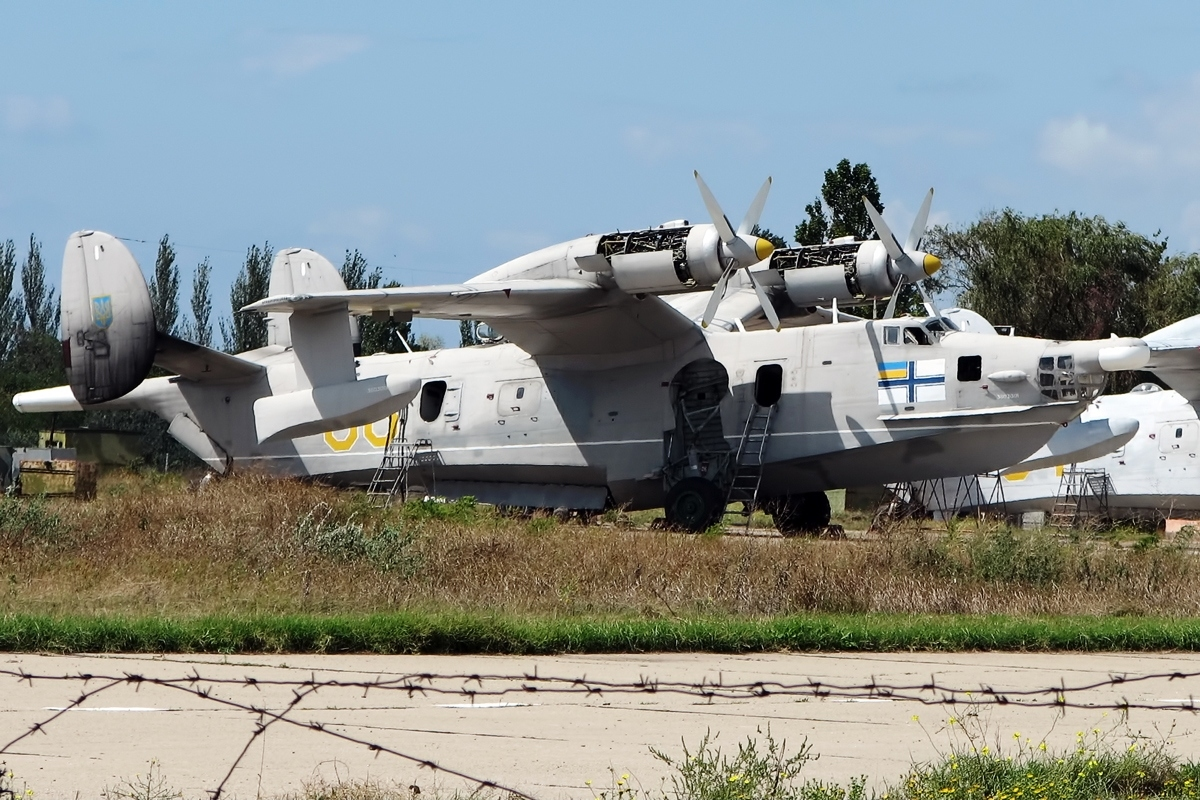
Az Ukrán Haditengerészeti Légierő Be–12-es járőr-repülőgépe a szaki légibázison 2006-ban

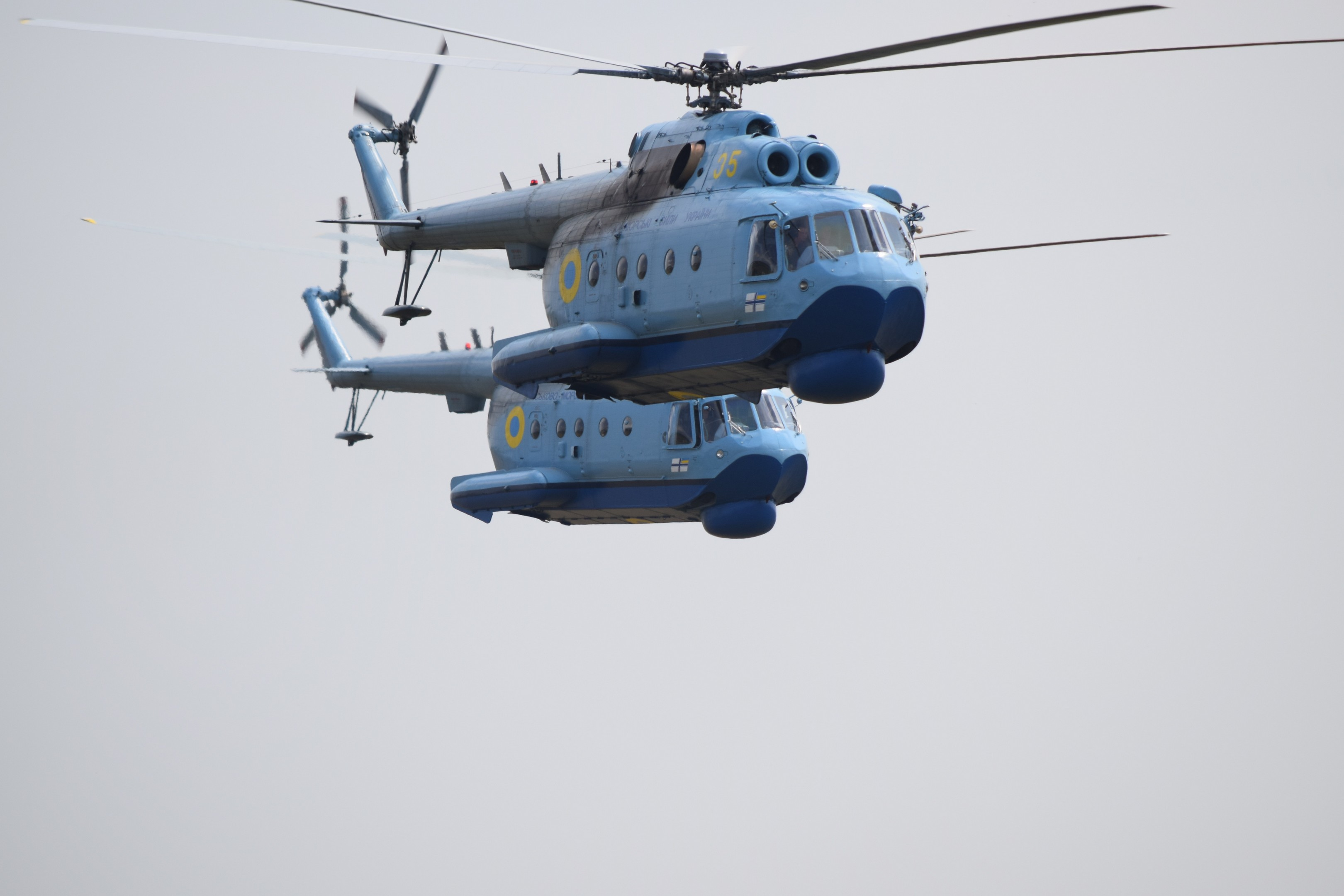
Ukrán Mi–14 helikopterek a Tengeri szellő–2016 hadgyakorlaton

Az Ukrán Haditengerészeti Légierő (ukránul: Морська авіація України, magyar átírásban: Morszka aviacija Ukrajini) az Ukrán Haditengerészet egyik fegyverneme. Ukrajna függetlenné válását követően, 1992-ben jött létre.

## Története
A haditengerészeti légierőt Ukrajna 1991. decemberi függetlenné válása után a szovjet Fekete-tengeri Flotta ukrán fennhatóság alá került repülő egységeiből és az Ukrajnára felesküdött személyi állományából hozták létre 1992. január 1-jén. Ezek nagyrészt az Ukrajna szárazföldi területén, Mikolajivban és a szomszédos Ocsakivban települt egységek voltak. Így ukrán fennhatóság alá, az Ukrán Haditengerészeti Légierő kötelékébe került  a Mikolajivben települt 540. haditengerészeti kiképző bombázóezred (18 db Tu–22M2, 1 db Tu–134UBK és 21 db Tu–16 repülőgéppel), a mikolajivi 316. tengeralattjáró-elhárító repülőszázad (3 db Be–12, 4 db Tu–142M3 repülőgéppel), a szintén mikolajivi 278. önálló repülőszázad (3 db Il–62M, 3 db Il–62, 1 db Tu–154B2, 2 db Tu–134, 1 db Tu–134UBK, 2 db An–26, 1 db An–24 és 1 db An–2 szállító repülőgéppel), valamint az Ocsakivban települt 555. tengeralattjáró-elhárító vegyes kiképzőezred (1 db Ka–27, 4 db Ka–29 helikopterrel és 2 db Il–38 repülőgéppel).
A szintén ukrán fennhatóság alá került, a Krímben található szaki légibázison két repülőegység települt. A 100. önálló hajófedélzeti vadászrepülő ezred személyi állománya nem esküdött fel Ukrajnára, így ők Oroszországba távoztak a repülő technika egy kisebb részével. Hátra maradt azonban a repülőgépek nagy része (10 db Szu–27, 6 db Szu–27UB, 12 db MiG–29, 6 db MiG–29UB, 6 db Szu–25, 2 db Szu–25UB és 5 db Szu–25UTG), melyek ukrán tulajdonba kerültek. Ugyancsak ukrán fennhatóság alá került a Szakiban települt 299. hajófedélzeti kiképző repülőezred 36 db Szu–25-ös csatarepülőgépével. A légibázisok mellett az ukrán haditengerészeti légierőhöz került a hajófedélzeti repülőgépek tesztelésére szolgáló, a krími Kirovszkében található tengerészeti kísérleti és kiképző központ is.
A Krímben orosz fennhatóság alatt maradt további haditengerészeti repülőbázisok (Vilne, Hvargyijszke, Zsovtneve, Kacsa, Donuzlav), repülőegységek és haditechnikai eszközök több évig vita tárgyát képezték Oroszország és Ukrajna között. Időközben, az 1990-es évek közepéig közülük több repülőegységet fel is számoltak. A Fekete-tengeri Flotta felosztásának kérdését az Oroszország és Ukrajna között 1997. május 28-án aláírt szerződés rendezte, amely alapján a még vitatott repülőeszközöket is elosztották a két ország között. Ezzel a szerződéssel Ukrajnához került 20 db Tu–22M, 12 db Tu–22 és 11 db Tu–16-os bombázó, 23 db Szu–17 vadászbombázó, 11 db Be–12 tengeralattjáró-elhárító repülőgép, 4 db An–2, 3 db An–12, 5 db An–26, 1 db An–24 szállító repülőgép, valamint 28 db Ka–25, 2 db Ka–27, 26 db Mi–14 haditengerészeti helikopter és 12 db Mi–8-as szállító helikopter.
A felosztást követő években az ukrán haditengerészeti légierőhöz került repülőgépek többségét kivonták. A repülőgépek részben elöregedtek, részben meghaladták Ukrajna igényeit, és a rossz költségvetési helyzet sem tette lehetővé az Ukrajna számára szükségtelen gépek üzemeltetését. A bombázók többségét szétbontották. A harci repülőgépek (Szu–27, MiG–29, Szu–25) időközben átkerültek az Ukrán Légierő állományába.
Az átszervezések és leépítések következtében a 2000-es évek elejére az ukrán haditengerészeti légierő már csak a Szakiban állomásozó 10. önálló tengerészeti repülődandárból állt, amelyet egy tengerészeti repülő, és egy tengerészeti helikopteres század alkotott.
A Krím 2014-es orosz megszállása idején a szaki repülőbázis orosz ellenőrzés alá került. Az üzemképes repülőgépeket március 5-én sikerült kimenekíteni és ezek a Mikolajiv melletti kulbakinei légibázisra települtek át. Az üzemképtelen vagy javítás alatt álló gépek orosz kézbe kerültek.
Napjainkban a Mikolajiv melletti kulbakinei légibázison települt 10. önálló tengerészeti repülődandár alkotja az ukrán haditengerészeti légierőt, amely szállító repülőgépeket, haditengerészeti járőröző repülőgépeket és tengeralattjáró-elhárító helikoptereket, valamint 2021-től robotrepülőgépeket is üzemeltet.
A kiöregedő Be–12 járőrgépeket a jövőben az Antonov cégnél fejlesztés alatt álló An–148–300MP repülőgépekkel szeretnék lecserélni. 2018-ban egy Ka–226-os helikopterrel bővült a tengerészeti légierő állománya. Az eredetileg egy csődbe ment magáncég által korábban vásárolt gép kilenc évig állt a Lvivi Állami Repülőgépjavító Üzem hangárjában. 2014-ben önkéntesek kezdeményezték a gép felújítását, amelyet végül mentőhelikopterré átépítve az Ukrán Haditengerészeti Légierőnél állítottak szolgálatba, ahol más koaxiális rotorelrendezésű helikoptereket is üzemeltetnek.
Az Ukrán Haditengerészeti Légierő 2021. július 15-én kapta meg a Törökországból beszerzett első Bayraktar TB2 robotrepülőgépét.<

## Haditechnikai eszközök

### Jelenleg rendszerben álló eszközök
| Repülőgép         | Származási ország | Feladatkör                                          | Mennyiség | Megjegyzések |
| ----------------- | ----------------- | --------------------------------------------------- | --------- | --- |
| An–2              | Szovjetunió       | szállító repülőgép                                  | 1         | |
| An–24             | Szovjetunió       | szállító repülőgép                                  | 1         | |
| An–26             | Szovjetunió       | szállító repülőgép                                  | 2         | |
| Be–12             | Szovjetunió       | tengeralattjáró-elhárító és járőr repülőgép         | 4         | |
| Ka–27             | Szovjetunió       | tengeralattjáró-elhárító és kutató-mentő helikopter | 4         | PL és PSZ változatok. Egy helikopter a Hetyman Szahajdacsnij fregattra van telepítve. További öt darab üzemen kívül, konzerválva. |
| Ka–29             | Szovjetunió       | felfegyverzett haditengerészeti szállító helikopter | 1         | |
| Mi–14             | Szovjetunió       | tengeralattjáró-elhárító helikopter                 | 4         | 1 db PSZ és 3 db PL változat. |
| Ka–226            | Oroszország       | mentőhelikopter                                     | 1         | 2018 decemberében került a Haditengerészeti Légierő állományába.                                                                  |
| Bayraktar TB2     | Törökország       | csapásmérő pilóta nélküli repülőgép                 | 3         | |
| Mi–2MSZB          | Ukrajna           | többcélú helikopter                                 | 1         | |
| Westland Sea King | Nagy-Britannia    | tengeralattjáró-elhárító és kutató-mentő helikopter | 3         | Nagy-Britannia katonai segélyként szállította Ukrajnának.                                                                         |

## Repülőgépek jelzései

Az Ukrán Haditengerészeti Légierő felségjele. Helikopterek törzsén felfestve használt.
Az Ukrán Haditengerészet lobogója. A repülőgépek törzsén használják.
Az ukrán címeren alapuló egyik felségjel változat. A repülőgépek vezérsíkjára festve használják.
Az ukrán címeren alapuló másik változat. A haditengerészeti repülőgépek vezérsíkjára festve használják.